# Hippocampus lichtensteinii
Hippocampus lichtensteinii är en fiskart som beskrevs av Johann Jakob Kaup 1856. Hippocampus lichtensteinii ingår i släktet Hippocampus och familjen kantnålsfiskar. IUCN kategoriserar arten globalt som otillräckligt studerad. Inga underarter finns listade i Catalogue of Life.